# Levata eliaca
La levata eliaca di una stella indica il fenomeno del sorgere dell'astro esattamente all'alba, o, per dirlo in modo alternativo, la prima apparizione dell'astro, subito prima del sorgere del Sole, dopo un periodo di tempo durante il quale la stella non era stata visibile, trovandosi al di sopra dell'orizzonte soltanto nelle ore diurne.
Tale fenomeno è stato utilizzato da numerosi popoli per il calcolo dei calendari, associando l'inizio dei mesi o delle settimane alla levata eliaca di specifiche stelle.

## La levata eliaca di Sirio

### Nell'antico Egitto
Notevole importanza religiosa aveva nell'antico Egitto la levata eliaca (circa 30' prima dell'alba) della stella 'spdt', Sopedet, la Sothis dei greci, la nostra Sirio. Questa stella era associata alle dee sincretiche Hathor e Iside e il suo apparire in cielo intorno al Solstizio d'estate, dopo un lungo intervallo di circa 70 giorni di non visibilità, sembrava annunciare la benefica inondazione estiva del Nilo.
La levata eliaca di Sirio si verificava con una ciclicità di 365,25 giorni, per cui essa ritardava nel calendario egizio di 365 giorni di un giorno ogni 4 anni. Si aveva così che la levata eliaca della stella si verificava in uno stesso giorno (per esempio nel primo giorno del primo mese del calendario civile) ogni 1460 anni civili (365/0,25=1460).
Il fatto che i sacerdoti egizi tenessero conto dello spostamento della levata eliaca di Sirio nel calendario civile ha consentito di ritrovare alcuni reperti archeologici nei quali fu segnalato l'evento astronomico in un particolare giorno del calendario civile e l'anno di regno del sovrano.
Queste segnalazioni non avrebbero alcun interesse cronologico se non avessimo la segnalazione del patrizio romano Censorino, in base alla quale si sa che la levata eliaca di Sirio si verificò ad Heliopolis il primo giorno del calendario civile nel 139 d.C.
Supponendo che per tutta la durata della civiltà egizia la levata elica di Sirio sia stata osservata sempre dalla stessa località, è dunque possibile calcolare gli altri anni in cui si verificò la stessa coincidenza (139 – N x 1460) e, nell'ambito di ogni ciclo sotiaco di 1460 anni, calcolare con semplici operazioni aritmetiche l'anno civile egizio o l'anno bisestile giuliano in cui si verificarono le levate eliache segnalate nei vari reperti archeologici.
Da un punto di vista cronologico le segnalazioni più importanti riguardano:
- il 7º anno di regno di Sesostri III (16º giorno dell'8º mese)  che porta a definire l'evento astronomico intorno al 1879 a.C. e l'incoronazione del faraone nel 1886 a.C.;
- il 9º anno di regno di Amenhotep I (9º giorno dell'11º mese)  che porta a definire l'evento astronomico intorno al 1547 a.C. e l'incoronazione del faraone nel 1556 a.C.;
- il 20º anno di regno di Thutmose III (28º giorno dell'11º mese)  che porta a definire l'evento intorno al 1471 a.C. e l'incoronazione del faraone in un imprecisato anno fra il 1471 e il 1523 a.C.

Il patrizio Censorino riportò che la levata di Sirio del 139 d.C. (calendario giuliano) avvenne il 21 luglio. Essendo la ciclicità della levata eliaca di Sirio uguale a 365,25 giorni e quindi mediamente uguale alla durata del calendario bisestile giuliano, si può ritenere che con buona approssimazione l'evento si sia sempre verificato il 21 luglio di un ipotetico calendario giuliano valido per tutto il corso della civiltà egizia.
Oggi la levata eliaca di Sirio si presenta al Cairo intorno al 3 agosto, spostata cioè in avanti di circa 13 giorni. Questo fatto non è dovuto a un fenomeno astronomico, ma al fatto che il nuovo Calendario gregoriano ha cancellato 10 giorni del 1582 e che sono stati cancellati tre giorni (29 febbraio) dei secoli 1700, 1800 e 1900, in quanto anni secolari non divisibili per 400.

### Nella cultura Dogon
Per la gente del gruppo etnico Dogon del Mali, come per l’antico Egitto, la levata eliaca dell’astro Sirio segnava la formazione del calendario.

### Nella cultura celtica
Per i popoli celtici, la levata eliaca di Sirio segnava l'inizio di Lughnasadh, festa dedicata a Lug (considerato il re degli dèi), che soprintendeva anche alla maturazione dei cereali.

## La levata eliaca di Venere

### In Mesopotamia
Reperti rinvenuti in Mesopotamia testimoniano l'importanza che aveva per gli Assiri ed i Babilonesi la levata eliaca del pianeta Venere (associato alla dea Ishtar), la cui posizione nel cielo era interpretata per ottenere presagi e premonizioni. Tra i reperti più significativi vi è la Tavoletta di Venere di Ammi-saduqa, scritta in caratteri cuneiformi e risalente al regno di Ammi-saduqa, sebbene si ritiene integri informazioni risalenti al 2300 a.C. In essa, sono elencate con cura le date di tramonto e levata di Venere, per un periodo di ventuno anni.

## Levata eliaca della luna
La levata eliaca della luna è il fenomeno comunemente chiamato "Luna nuova". Nei calendari luni-solari segnala l'inizio di un nuovo mese lunare e spesso determina la data di importanti feste religiose, come, per esempio, la pasqua ebraica.

## Levata eliaca delle Pleiadi
La levata eliaca delle Pleiadi, verso la fine della primavera, rappresentava per gli antichi popoli della Mesopotamia la fine del periodo delle inondazioni e quindi di un periodo critico, durato 40 giorni. È infatti di 40 giorni il periodo in cui le pleiadi non sono visibili. Da qui probabilmente traggono origine i riferimenti biblici al numero 40, come i giorni di durata del Diluvio Universale o del digiuno di Gesù.

### Nella cultura Maori
Per il popolo Maori la levata eliaca delle Pleiadi si chiama Matariki.